# Zastava CZ 99
Застава ЦЗ 99 — сербский самозарядный пистолет, состоящий на вооружении армии Сербии.

## Описание
Разработан на заводе «Zastava Arms», ранее известном как «Црвена Застава», специально для замены пистолета Zastava M57. Внешний вид напоминает Sig Sauer P228. Индекс CZ (при написании латиницей) не имеет отношения к оружию Чехословакии или Чехии (например, Cz75), а расшифровывается как «Crvena Zastava». Пистолет пригоден для стрельбы патронами 9×19 мм Парабеллум, эффективен на дистанции 50 м.

## Модификации

### ЦЗ 999
Данный вариант предполагает использование патронов .40 S&W (преимущественно для других стран). Большинство таких моделей закупались США в 1990 году, в Америке модель получила кодовое название «ZDA 9mm». Каких-либо модификаций не проводилось для этого варианта за границей.

### ЦЗ 05
Этот пистолет относится к четвёртому поколению семейства ЦЗ 99. Поступил в массовое производство в 2007 году. Внешне похож на ЦЗ 999, но к нему добавлена Планка Пикатинни. Также включает в себя индикатор загрузки магазина. Импортировалась в США, использует третий вид патронов .45 ACP.

### Иностранные копии
В Израиле производится копия пистолета под кодовым именем ЦЗ 99 Компакт G и именем «Голан», производитель «KSN Industries». В ЮАР эта копия получила имя TZ-99 и производилась компанией «Tressitu» до её банкротства. В марте 2008 года из Ирака поступил заказ на 18 тысяч пистолетов.

## Где используется
- Хорватия
- Сербия[5]
- ЮАР[4]
- Израиль[3]
- Ирак
- Иордания[6]
- Черногория
- США